# Ivan Iankov
Ivan Iankov (n. 7 iunie 1951, Oreșak, Aksakovo, Varna, Bulgaria) este un luptător bulgar, medaliat olimpic. A participat la 2 ediții ale Jocurilor Olimpice (1976, 1980) în care a câștigat o medalie de argint.